# فهرست منابع غذایی دارای فیبر خوراکی

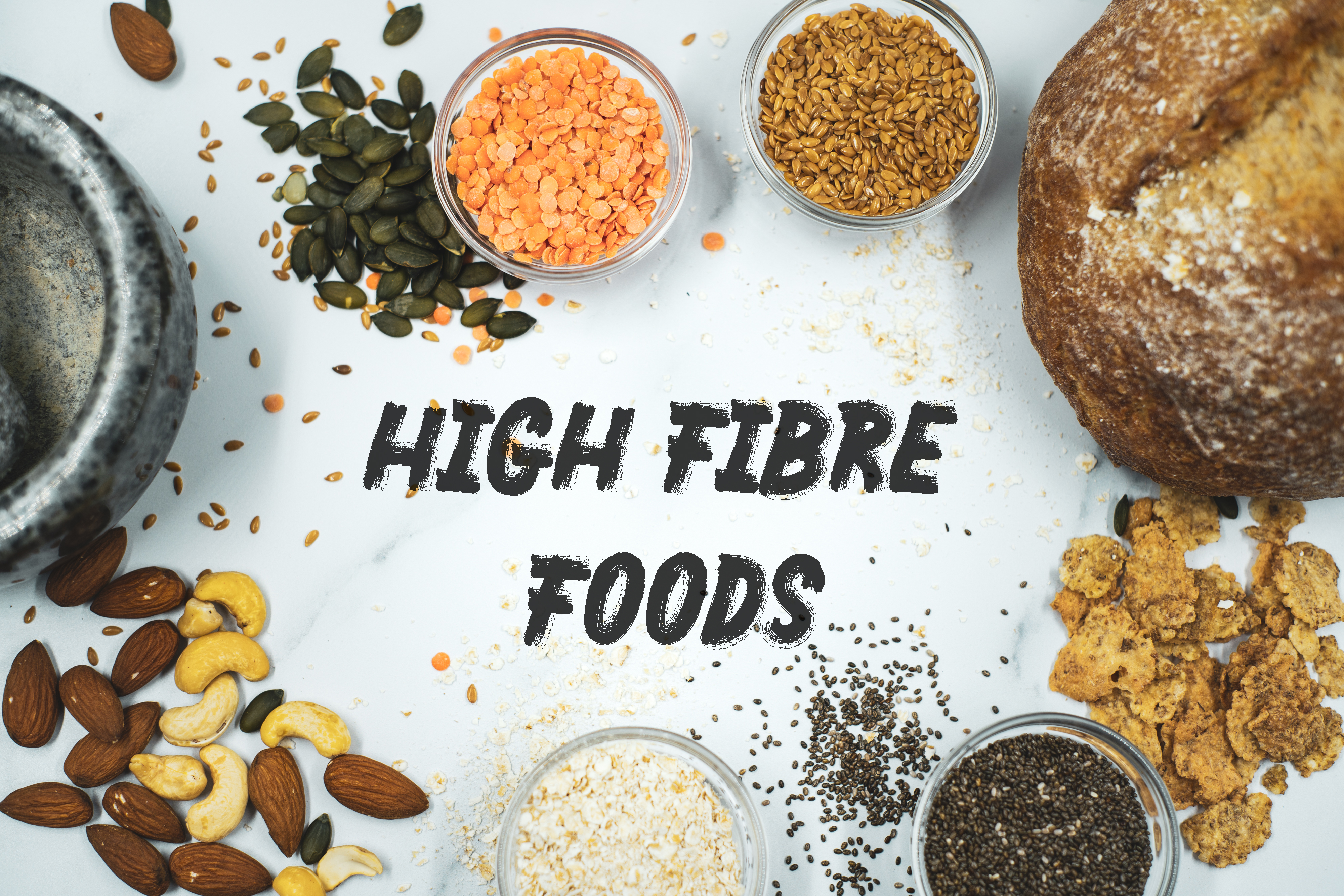
مواد خوراکی دارای فیبر زیاد

فهرست زیر شامل منابع غذایی دارای فیبر خوراکی در گروه‌های غلات، خشکبار، حبوبات، میوه، سبزی و صیفی‌جات، لبنیات و مواد غیرلبنی مشابه، نان و ادویه می‌باشد. مقادیر واقعی فیبر در مواد غذایی همانند نان که در کارخانه‌های مختلف در سراسر جهان تولید می‌شود، به دلیل پارامترهای تأثیرگذار متغیر در تولید محصول، احتمال دارد دارای مغایرت‌های قابل توجهی با مقادیر ذکر شده در جدول باشند. مقادیر موجود در جداول بر اساس زیاد به کم فهرست‌بندی شده‌است.
جداول زیر دارای داده‌های متغیر می‌باشد، بدین مفهوم که با گذر زمان ممکن است داده‌هایی به جدول گروه مواد خوراکی، اضافه شده یا حذف گردد لذا در هیچ زمانی نمی‌توان این مقاله را یک مقاله کامل شده قلمداد کرد.

## غلات و مواد غذایی مرتبط
| ماده غذایی (۱۰۰ گرم)                       | فیبر (گرم) |
| ------------------------------------------ | ---------- |
| سبوس گندم، خام                             | ۴۲٫۸       |
| سبوس برنج، خام                             | ۲۱         |
| آرد سویا، فاقد چربی                        | ۱۷٫۵       |
| جو پوست کنده                               | ۱۷٫۳       |
| آرد سویا، کم‌چرب                            | ۱۶         |
| سبوس جو دوسر                               | ۱۵٫۴       |
| آرد مغز گندم (گیاهک گندم)، خام             | ۱۳٫۲       |
| آرد نخودچی                                 | ۱۰٫۸       |
| آرد گندم از دانه کامل                      | ۱۰٫۷       |
| جو دوسر                                    | ۱۰٫۶       |
| آرد جو                                     | ۱۰٫۱       |
| آرد سویا، پرچرب                            | ۹٫۶        |
| آرد ذرت زرد تهیه شده از دانه کامل ذرت      | ۷٫۳        |
| آرد ذرت سفید تهیه شده از دانه کامل ذرت     | ۷٫۳        |
| آرد مالت جو                                | ۷٫۱        |
| آرد جو دوسر                                | ۶٫۵        |
| آرد سیب‌زمینی                               | ۵٫۹        |
| آرد برنج قهوه‌ای                            | ۴٫۶        |
| بلغور، پخته                                | ۴٫۵        |
| ماکارونی سبزیجات غنی شده، پخته             | ۴٫۳        |
| سبوس جو دوسر، پخته                         | ۲٫۶        |
| آرد برنج سفید، بدون مواد غنی سازی          | ۲٫۴        |
| برنج قهوه‌ای دانه متوسط، پخته               | ۱٫۸        |
| پاستای غنی شده، پخته                       | ۱٫۸        |
| برنج قهوه‌ای دانه بلند، پخته                | ۱٫۶        |
| نودل برنج، پخته                            | ۱          |
| برنج سفید دانه بلند معمولی، غنی نشده، پخته | ۰٫۴        |
| برنج سفید دانه بلند معمولی، غنی شده، پخته  | ۰٫۴        |
| برنج سفید دانه متوسط، غنی شده، پخته        | ۰٫۳        |

## خشکبار
| ماده غذایی (۱۰۰ گرم)                   | فیبر (گرم) |
| -------------------------------------- | ---------- |
| تخم کتان                               | ۲۷٫۳       |
| تخم کدو کامل، برشته‌شده                 | ۱۸٫۴       |
| دانه کنجد کامل، برشته‌شده               | ۱۴         |
| بادام                                  | ۱۲٫۵       |
| دانه کنجد کامل، خشک‌شده                 | ۱۱٫۸       |
| بادام، برشته‌شده به روش خشک             | ۱۰٫۹       |
| تخمه آفتاب‌گردان، مغز، برشته‌شده با روغن | ۱۰٫۶       |
| پسته خام                               | ۱۰٫۶       |
| بادام، برشته‌شده با روغن                | ۱۰٫۵       |
| پسته، برشته‌شده به روش خشک              | ۱۰٫۳       |
| انجیر خشک‌شده                           | ۹٫۸        |
| فندق                                   | ۹٫۷        |
| فندق، برشته‌شده به روش خشک              | ۹٫۴        |
| بادام زمینی، برشته‌شده با روغن          | ۹٫۴        |
| تخمه آفتاب‌گردان، مغز، خشک‌شده           | ۸٫۶        |
| بادام زمینی                            | ۸٫۵        |
| بادام زمینی، برشته‌شده به روش خشک       | ۸٫۴        |
| آلو بخارا، نپخته                       | ۷٫۱        |
| گردو سیاه، خشک‌شده                      | ۶٫۸        |
| گردو                                   | ۶٫۷        |
| تخم‌کدو نمکی، مغز، برشته‌شده             | ۶٫۵        |
| تخم‌کدو، مغز، خشک‌شده                    | ۶          |
| شاه‌بلوط اروپایی، برشته‌شده              | ۵٫۱        |
| کشمش سیاه بی‌دانه                       | ۴٫۵        |
| دانه کاج خشک‌شده                        | ۳٫۷        |
| بادام هندی، برشته‌شده با روغن           | ۳٫۳        |
| بادام هندی خام                         | ۳٫۳        |
| کشمش طلایی رنگ، بی‌دانه                 | ۳٫۳        |
| بادام هندی، برشته‌شده به روش خشک        | ۳          |

## حبوبات
| ماده غذایی (۱۰۰ گرم)                  | فیبر (گرم) |
| ------------------------------------- | ---------- |
| سویا، تفت داده شده                    | ۱۷٫۷       |
| لوبیا سفید ریز (Navy bean) پخته، آب‌پز | ۱۰٫۵       |
| لوبیا سفید کوچک پخته، آب‌پز            | ۱۰٫۴       |
| سویا، خام                             | ۹٫۳        |
| لوبیا چیتی پخته، آب‌پز                 | ۹          |
| لوبیا سیاه (Black bean) پخته، آب‌پز    | ۸٫۷        |
| لوبیا سیاه لاک‌پشتی پخته، آب‌پز         | ۸٫۳        |
| لپه پخته، آب‌پز                        | ۸٫۳        |
| عدس پخته، آب‌پز                        | ۷٫۹        |
| ماش پخته، آب‌پز                        | ۷٫۶        |
| نخود پخته، آب‌پز                       | ۷٫۶        |
| لوبیا چشم‌بلبلی پخته، آب‌پز             | ۶٫۵        |
| لوبیا قرمز پخته، آب‌پز                 | ۶٫۴        |
| لوبیا سفید پخته، آب‌پز                 | ۶٫۳        |
| سویا پخته، آب‌پز، بی نمک               | ۶          |

## میوه
| ماده غذایی (۱۰۰ گرم)                                         | فیبر (گرم) |
| ------------------------------------------------------------ | ---------- |
| نارگیل، قسمت گوشتی، خشکشده                                   | ۱۶٫۳       |
| نارگیل، قسمت گوشتی                                           | ۹          |
| آووکادو                                                      | ۶٫۷        |
| کام‌کوات                                                      | ۶٫۵        |
| تمشک                                                         | ۶٫۵        |
| تمشک سیاه                                                    | ۵٫۳        |
| تمر هندی                                                     | ۵٫۱        |
| انار                                                         | ۴          |
| دوریان                                                       | ۳٫۸        |
| خرمالوی ژاپنی                                                | ۳٫۶        |
| کرنبری                                                       | ۳٫۶        |
| گلابی آسیایی                                                 | ۳٫۶        |
| گلابی                                                        | ۳٫۱        |
| کیوی سبز                                                     | ۳          |
| انجیر                                                        | ۲٫۹        |
| لیموترش بدون پوست                                            | ۲٫۸        |
| لیموی شیراز                                                  | ۲٫۸        |
| موز                                                          | ۲٫۶        |
| بلوبری                                                       | ۲٫۴        |
| پرتقال                                                       | ۲٫۴        |
| سیب باپوست                                                   | ۲٫۴        |
| گیلاس شیرین                                                  | ۲٫۱        |
| توت‌فرنگی                                                     | ۲          |
| زردآلو                                                       | ۲          |
| به                                                           | ۱٫۹        |
| نارنگی                                                       | ۱٫۸        |
| پاپایا                                                       | ۱٫۷        |
| ازگیل ژاپنی                                                  | ۱٫۷        |
| توت                                                          | ۱٫۷        |
| شلیل                                                         | ۱٫۷        |
| آلبالو                                                       | ۱٫۶        |
| انبه                                                         | ۱٫۶        |
| زیتون کنسروی (اندازه زیتون کوچک تا خیلی بزرگ)                | ۱٫۶        |
| گریپ‌فروت صورتی و قرمز                                        | ۱٫۶        |
| هلو زرد                                                      | ۱٫۵        |
| آناناس                                                       | ۱٫۴        |
| آلو                                                          | ۱٫۴        |
| سیب بی‌پوست                                                   | ۱٫۳        |
| سرخالو                                                       | ۱٫۳        |
| گریپ‌فروت، سفید                                               | ۱٫۱        |
| دارابی                                                       | ۱          |
| گرمک                                                         | ۰٫۹        |
| انگور قرمز یا سبز، (نوع اروپایی همانند انگور بیدانه تامپسون) | ۰٫۹        |
| طالبی                                                        | ۰٫۸        |
| خیار بی‌پوست                                                  | ۰٫۷        |
| خیار با پوست                                                 | ۰٫۵        |
| هندوانه                                                      | ۰٫۴        |

## سبزی و صیفی جات
| ماده غذایی (۱۰۰ گرم)                                      | فیبر (گرم) |
| --------------------------------------------------------- | ---------- |
| رزماری تازه، برگ                                          | ۱۴٫۱       |
| برگ مو                                                    | ۱۱         |
| نعناع فلفلی تازه                                          | ۸          |
| دانه ذرت زرد                                              | ۷٫۳        |
| نعنای دشتی                                                | ۶٫۸        |
| کنگرفرنگی، پخته به روش آب‌پز                               | ۵٫۷        |
| نخود فرنگی سبز خام                                        | ۵٫۷        |
| نخود فرنگی سبز، پخته به روش آب‌پز                          | ۵٫۵        |
| باقلا، پخته به روش آب‌پز                                   | ۵٫۴        |
| کنگر فرنگی خام                                            | ۵٫۴        |
| لوبیا لیما، پخته به روش آب‌پز                              | ۵٫۴        |
| دانه سویا سبز، پخته به روش آب‌پز                           | ۴٫۲        |
| باقلای نارس، خام                                          | ۴٫۲        |
| برگ کاسنی (Chicory greens) خام                            | ۴          |
| کولارد خام                                                | ۴          |
| کولارد پخته به روش آب‌پز                                   | ۴          |
| سیب‌زمینی هندی، پخته به روش آب‌پز یا تنوری                  | ۳٫۹        |
| کلم فندقی خام                                             | ۳٫۸        |
| برگ چغندر خام                                             | ۳٫۷        |
| قارچ شیتاکه، پخته به روش سرخ شده سریع در روغن             | ۳٫۶        |
| باقلای نارس، پخته به روش آب‌پز                             | ۳٫۶        |
| کلم قمری خام                                              | ۳٫۶        |
| برگ شلغم، پخته به روش آب‌پز                                | ۳٫۵        |
| کلم بروکلی پخته به روش آب‌پز                               | ۳٫۳        |
| جعفری تازه                                                | ۳٫۳        |
| سیب‌زمینی شیرین بدون پوست، پخته به روش تنوری با پوست       | ۳٫۳        |
| خردل چینی خام                                             | ۳٫۲        |
| برگ شلغم (Turnip greens) خام                              | ۳٫۲        |
| شالت خام                                                  | ۳٫۲        |
| لوبیا سبز، پخته به روش آب‌پز                               | ۳٫۲        |
| کلم ساوی خام                                              | ۳٫۱        |
| هویج، پخته به روش آب‌پز                                    | ۳          |
| برگ چغندر (Beet greens)، پخته به روش آب‌پز                 | ۲٫۹        |
| کوماتسونا خام                                             | ۲٫۸        |
| کلم ساوی، پخته به روش آب‌پز                                | ۲٫۸        |
| کلم بروکلی راب، پخته شده                                  | ۲٫۸        |
| برگ گشنیز خام                                             | ۲٫۸        |
| هویج خام                                                  | ۲٫۸        |
| کلم بروکلی راب خام                                        | ۲٫۷        |
| لوبیا سبز خام                                             | ۲٫۷        |
| کلم بروکلی خام                                            | ۲٫۶        |
| پیازچه خام                                                | ۲٫۶        |
| کلم فندقی، پخته به روش آب‌پز                               | ۲٫۶        |
| کلم قرمز، پخته به روش آب‌پز                                | ۲٫۶        |
| بادنجان، پخته به روش آب‌پز                                 | ۲٫۵        |
| بامیه، پخته به روش آب‌پز                                   | ۲٫۵        |
| سیب‌زمینی شیرین، پخته به روش آب‌پز                          | ۲٫۵        |
| قارچ شیتاکه خام                                           | ۲٫۵        |
| کلم‌پیچ خام                                                | ۲٫۵        |
| اسفناج پخته به روش آب‌پز                                   | ۲٫۴        |
| ذرت شیرین زرد، پخته به روش آب‌پز                           | ۲٫۴        |
| گل کلم، پخته به روش آب‌پز                                  | ۲٫۳        |
| شلغم زرد خام                                              | ۲٫۳        |
| سیب‌زمینی، پوست قهوه‌ای (Russet)، پخته به روش تنوری با پوست | ۲٫۳        |
| قارچ صدفی خام                                             | ۲٫۳        |
| اسفناج خام                                                | ۲٫۲        |
| قارچ سفید، پخته به روش آب‌پز                               | ۲٫۲        |
| قارچ پورتابلا، پخته به روش کبابی گریل شده                 | ۲٫۲        |
| سیب‌زمینی سفید، پخته به روش تنوری با پوست                  | ۲٫۱        |
| برگ چغندر سوییسی، پخته به روش آب‌پز                        | ۲٫۱        |
| سیر خام                                                   | ۲٫۱        |
| شوید                                                      | ۲٫۱        |
| فلفل دلمه‌ای قرمز خام                                      | ۲٫۱        |
| قارچ شیتاکه پخته شده                                      | ۲٫۱        |
| کلم قرمز خام                                              | ۲٫۱        |
| کاهوی رومی خام                                            | ۲٫۱        |
| مارچوبه خام                                               | ۲٫۱        |
| مارچوبه، پخته به روش آب‌پز                                 | ۲          |
| خردل چینی، پخته به روش آب‌پز                               | ۲          |
| چغندر (Beet)، پخته به روش آب‌پز                            | ۲          |
| ذرت شیرین زرد خام                                         | ۲          |
| شلغم، پخته به روش آب‌پز                                    | ۲          |
| کوماتسونا، پخته به روش آب‌پز                               | ۲          |
| گل کلم خام                                                | ۲          |
| کلم‌پیچ، پخته به روش آب‌پز                                  | ۱٫۹        |
| جوانه یونجه، خام                                          | ۱٫۹        |
| شلغم خام                                                  | ۱٫۸        |
| جوانه ماش، خام                                            | ۱٫۸        |
| تره‌فرنگی، خام                                             | ۱٫۸        |
| ریواس خام                                                 | ۱٫۸        |
| سیب‌زمینی قرمز، پخته به روش تنوری با پوست                  | ۱٫۸        |
| سیب‌زمینی بدون پوست، پخته به روش آب‌پز با پوست              | ۱٫۸        |
| سیب‌زمینی بدون پوست، پخته به روش آب‌پز                      | ۱٫۸        |
| شلغم زرد، پخته به روش آب‌پز                                | ۱٫۸        |
| فلفل دلمه‌ای قرمز، تفت داده شده                            | ۱٫۸        |
| فلفل دلمه‌ای سبز، تفت داده شده                             | ۱٫۸        |
| قارچ سفید، پخته به روش سرخ شده سریع در روغن               | ۱٫۸        |
| پیاز زرد تفت داده شده                                     | ۱٫۷        |
| پیاز خام                                                  | ۱٫۷        |
| فلفل دلمه‌ای سبز خام                                       | ۱٫۷        |
| گوجه‌فرنگی، پخته به روش خورشتی                             | ۱٫۷        |
| تربچه خام                                                 | ۱٫۶        |
| ترب سفید پخته به روش آب‌پز                                 | ۱٫۶        |
| ترب سفید خام                                              | ۱٫۶        |
| برگ چغندر سوییسی خام                                      | ۱٫۶        |
| ریحان تازه                                                | ۱٫۶        |
| سیب‌زمینی بدون پوست، پخته شده توسط مایکروویو با پوست       | ۱٫۶        |
| کرفس، پخته به روش آب‌پز                                    | ۱٫۶        |
| کرفس خام                                                  | ۱٫۶        |
| سیب‌زمینی بدون پوست، پخته به روش تنوری                     | ۱٫۵        |
| فلفل خیلی تند قرمز خام                                    | ۱٫۵        |
| فلفل خیلی تند سبز خام                                     | ۱٫۵        |
| پیاز، پخته به روش آب‌پز                                    | ۱٫۴        |
| قارچ پورتابلا خام                                         | ۱٫۳        |
| کاهو برگ سبز (green leaf) خام                             | ۱٫۳        |
| فلفل دلمه‌ای سبز، پخته به روش آب‌پز                         | ۱٫۲        |
| کاهو آیس‌برگ (icebearg) خام                                | ۱٫۲        |
| گوجه‌فرنگی قرمز خام                                        | ۱٫۲        |
| جوانه سویا، خام                                           | ۱٫۱        |
| شاهی خام                                                  | ۱٫۱        |
| کلم قمری، پخته به روش آب‌پز                                | ۱٫۱        |
| کاهو باترهد (butterhead) خام                              | ۱٫۱        |
| کدو تنبل، پخته به روش آب‌پز                                | ۱٫۱        |
| کلم‌برگ چینی (پاک‌چوی) خام                                  | ۱          |
| کلم‌برگ چینی (پاک‌چوی)، پخته به روش آب‌پز                    | ۱          |
| تره‌فرنگی، پخته به روش آب‌پز                                | ۱          |
| قارچ سفید خام                                             | ۱          |
| کدو سبز، پخته به روش آب‌پز با پوست                         | ۱          |
| کاهو برگ قرمز (red leaf) خام                              | ۰٫۹        |
| جوانه ماش، پخته به روش آب‌پز                               | ۰٫۸        |
| جوانه سویا، پخته به روش بخارپز                            | ۰٫۸        |
| گوجه‌فرنگی قرمز پخته                                       | ۰٫۷        |
| شاهی، پخته به روش آب‌پز                                    | ۰٫۷        |

## لبنیات و مواد غیرلبنی مشابه
| ماده غذایی (۱۰۰ گرم)                                                 | فیبر (گرم) |
| -------------------------------------------------------------------- | ---------- |
| کره بادام، ساده، دارای نمک                                           | ۱۰٫۳       |
| ارده، از دانه‌های برشته شده و تفت داده شده (بیشتریت نوع مصرفی)        | ۹٫۳        |
| کره بادام زمینی، دارای تکه‌های خرد شده ریز، دارای نمک                 | ۸          |
| کره تخمه آفتابگردان، دارای نمک                                       | ۵٫۷        |
| کره بادام زمینی، نوع نرم، دارای نمک                                  | ۵          |
| خامه نارگیل (مایع چلانده شده از گوشت رنده شده نارگیل)                | ۲٫۲        |
| شیر نارگیل طبیعی (شیر چلانده شده از مایع و گوشت رنده شده نارگیل)     | ۲٫۲        |
| بستنی کاکائویی (شکلاتی)                                              | ۱٫۲        |
| شیر، نوشیدنی شکلات، کاکائو داغ، خانگی                                | ۱          |
| بستنی توت‌فرنگی                                                       | ۰٫۹        |
| شیر کاکائو (شکلات) از شیر کامل، کارخانه‌ای، غنی شده با ویتامین آ و دی | ۰٫۸        |
| شیر کاکائو (شکلات) کم‌چرب، کارخانه‌ای، غنی شده با ویتامین آ و دی       | ۰٫۷        |
| بستنی وانیلی                                                         | ۰٫۷        |
| شیر سویا، اورجینال و وانیلی، بدون مواد افزودنی                       | ۰٫۶        |
| شیر کاکائو سویا، بدون مواد افزودنی                                   | ۰٫۴        |
| شیر کاکائو (شکلات) کم چربی، غنی شده با ویتامین آ و دی                | ۰٫۱        |
| شیر گاومیش هندی                                                      | ۰          |
| شیر گوسفند                                                           | ۰          |
| شیر انسان                                                            | ۰          |
| کره دارای نمک                                                        | ۰          |
| کره بی نمک                                                           | ۰          |
| شیر با چربی کامل (۳/۲ درصد چربی)                                     | ۰          |
| پنیر چدار                                                            | ۰          |
| پنیر ادامر                                                           | ۰          |
| پنیر گودا                                                            | ۰          |
| پنیر سوییسی                                                          | ۰          |
| پنیر پارمسان رنده شده                                                | ۰          |
| ماست ساده، تهیه شده از شیر کامل                                      | ۰          |

## نان
| ماده غذایی (۱۰۰ گرم)               | فیبر (گرم) |
| ---------------------------------- | ---------- |
| تورتیا گندم کامل                   | ۹٫۸        |
| گندم کامل کارخانه‌ای، برشته شده     | ۷٫۵        |
| پومپرنیکل، برشته شده               | ۷٫۱        |
| پومپرنیکل                          | ۶٫۵        |
| چاودار، برشته شده                  | ۶٫۴        |
| پیتا گندم کامل                     | ۶٫۱        |
| گندم کامل کارخانه‌ای                | ۶          |
| چاودار                             | ۵٫۸        |
| سبوس جو، برشته شده                 | ۴٫۹        |
| سبوس برنج                          | ۴٫۹        |
| گندم، برشته شده                    | ۴٫۷        |
| سبوس جو                            | ۴٫۵        |
| جو دوسر، برشته شده                 | ۴٫۳        |
| جو دوسر                            | ۴          |
| گندم                               | ۴          |
| سبوس گندم                          | ۴          |
| بیگل سبوس جو                       | ۳٫۶        |
| فرانسوی (دارای خمیرترش)، برشته شده | ۳٫۱        |
| بیگل تخم مرغی                      | ۲٫۳        |
| بیگل دارچین و کشمش                 | ۲٫۳        |
| فرانسوی (دارای خمیرترش)            | ۲٫۲        |
| پیتا، سفید، غنی نشده               | ۲٫۲        |

## ادویه
| ماده غذایی (۱۰۰ گرم) | فیبر (گرم) |
| -------------------- | ---------- |
| پودر کاری            | ۵۳٫۲       |
| پودر دارچین          | ۵۳٫۱       |
| رزماری، خشک‌شده       | ۴۲٫۶       |
| مرزنگوش، خشک‌شده      | ۴۰٫۳       |
| دانه زیره سیاه       | ۳۸         |
| ریحان، خشک‌شده        | ۳۷٫۷       |
| آویشن، خشک‌شده        | ۳۷         |
| پاپریکا              | ۳۴٫۹       |
| پودر میخک            | ۳۳٫۹       |
| نعنای دشتی، خشک‌شده   | ۲۹٫۸       |
| هل                   | ۲۸         |
| فلفل قرمز            | ۲۷٫۲       |
| جعفری، خشک‌شده        | ۲۶٫۷       |
| برگ‌بو، خشک‌شده        | ۲۶٫۳       |
| فلفل سفید            | ۲۶٫۲       |
| فلفل سیاه            | ۲۵٫۳       |
| پودر زردچوبه         | ۲۲٫۷       |
| پودر جوز هندی        | ۲۰٫۸       |
| پودر زنجبیل          | ۱۴٫۱       |
| شوید، خشک‌شده         | ۱۳٫۶       |
| دانه زیره سبز        | ۱۰٫۵       |
| برگ گشنیز، خشک‌شده    | ۱۰٫۴       |
| پودر سیر             | ۹          |
| ترخون، خشک‌شده        | ۷٫۴        |
| زعفران               | ۳٫۹        |